# カラペ
カラペとは紙の種類。特種東海製紙株式会社の登録商標。1987年に発売されたカラペをさすこともあるが、現在では後継商品であるニューカラペやtカラペをさすことの方が多い。本来の用途である包装のほかに折り紙（とくに紙の薄さが重視される超複雑系折紙）に使われることもある。

## 概要

### カラペ
1987年に特種東海製紙株式会社が発売したカラーラッピングペーパー。連量は11.3kg、色は30色。現在では販売が終了している。

### ニューカラペ
2008年にカラペのリニューアル商品として発売されたカラーラッピングペーパー。連量９kgの色もあった。現在では販売が終了している。

### tカラペ
2012年にニューカラペのリニューアル商品として発売された。2021年に菊判Y目から菊判T目に変更、連量11.3kg、色は20色。名前のtは「taiwan」のtであることが特種東海製紙のTwitterアカウントで明かされた。これは製造元である特種東海製紙が台湾の中日特種紙廠股份有限公司と業務提供した結果、tカラペを台湾で抄紙しているためである。

### カラペラピス
2010年に発売された類似銘柄。「ラピス」と略されることもある。菊判Y目、連量25.7kg、色は４色。現在では販売が終了している。「ラピス」とはラテン語で石という意味であり、鉱物的な輝きを持つ。現在では販売が終了している。